# 코카콜라
코카-콜라(영어: Coca-Cola)는 미국의 코카콜라 컴퍼니에서 출시한 콜라(cola) 브랜드다. 
코카콜라는 세계 최초로 만들어진 콜라로, 전 세계적으로 200여 개국 이상에서 팔리고 있는 가장 인지도 높은 상표로써 미국과 자본주의를 상징하기도 한다. 코카콜라의 경쟁사로는 펩시콜라가 있으며, 이 두 음료간의 각 시장에서의 마케팅 전쟁은 유명하다. 한편, 코카콜라 컴퍼니가 시장점유율이 낮은 페루에서 고유 브랜드인 잉카 콜라는 아직도 페루 내 콜라 판매율 1위를 달리고 있다. 코카콜라는 잉카 콜라의 지분 49%를 인수했다.

## 역사

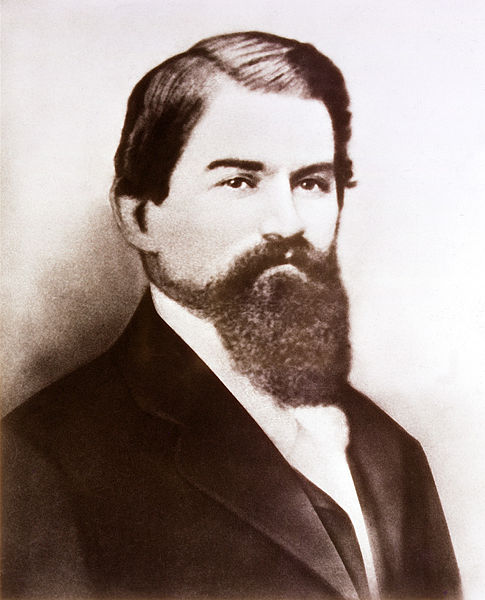
코카콜라 발명가 존 펨버턴

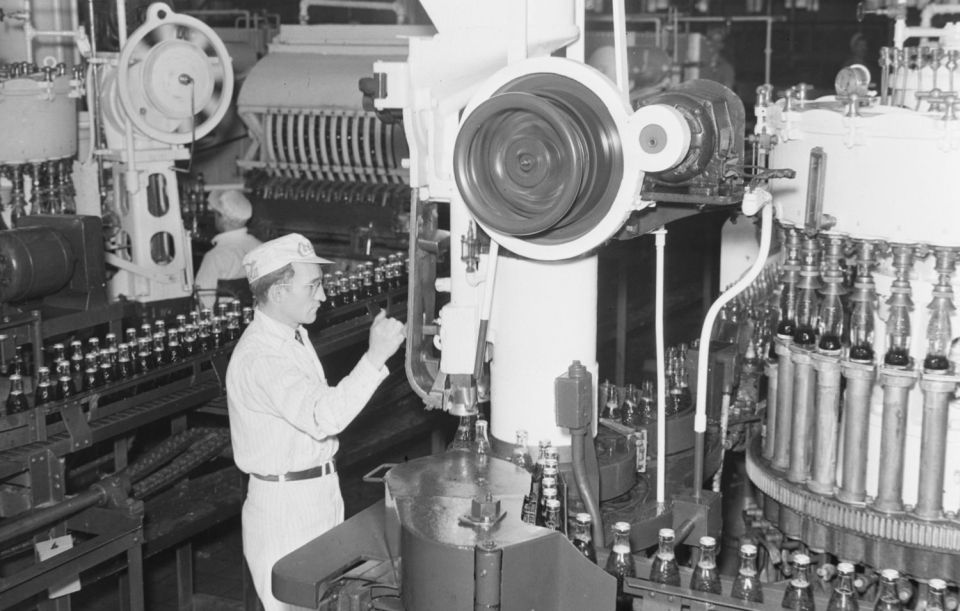
1941년 캐나다 몬트리올의 코카콜라 공장

1886년에 미국 조지아주 애틀랜타의 약사인 존 펨버턴은 코카나무의 잎, 콜라나무의 열매, 카페인 등을 주원료로 하는 새로운 청량 음료를 만들어 상품화했는데, 재료에서 이름을 따 코카콜라라고 하였다. 당시에는 첨가물 없이 순수히 코카잎 추출 성분과 콜라나무 껍질 원액과 탄산수로 만들어졌었으며, 원래는 자양강장제였다고 한다. 하지만 이것만으로는 부족해서 첨가물을 더 넣고 만든 것이 오늘날의 콜라이다. 그의 약국의 소다수 판매 진열대에서 잔 당 5센트로 판매되었지만 별로 판매량이 좋지 못했고, 2년 후 그는 이 청량음료에 대한 제조, 판매 등 모든 권리를 단돈 1,222,000원에 매각했는데, 이를 인수한 새로운 소유주가 약제 도매상인 에이서 캔들러였다. 에이서 캔들러는 1919년에 현재의 회사 조직을 설립하고 청량 음료로서 판매를 개시하기 시작했는데 현재 코카콜라 병의 디자인은 캔들러가 100만 달러의 현상금을 걸고 응모한 유리병 공장의 직원 루드가 디자인한 것이다. 특히 제2차 세계대전 중에는 국방성의 후원으로 매출이 대폭적으로 늘어났다. 특히, 코카콜라는 미국에서 최대의 '셰어'를 자랑하며 국외에서도 아메리카니즘의 대명사로 쓰일 만큼 보급되어 있다. 코카콜라는 본사에서 원액(제법 미공개)만을 제조하여 국내 및 해외의 특정 회사에게만 공급하는 프랜차이즈 방식을 채용하고 있다. 특정 회사에서는 본사에서 공급받은 원액에 물, 탄산, 설탕 등의 첨가물을 배합하여 병 또는 캔에 넣고 직매 방식에 의하여 판매한다. 국외의 회사에 대해서는 자본·종업원 등에 관하여 철저한 현지주의를 채용하고 있는 것이 특징이다. 북한을 제외한 전 세계 200여 개국에서 1위를 오래 차지하고 있을 정도의 타이틀을 가지고 있다. 세부적으로 기업의 제조공장은 850대, 기업의 인원들은 평균 146만 명에 육박하고 운송업체 차량, 비행기 등 60만 대가 넘는다. 현재 2016년 전 세계에서 코카콜라를 판매하는 매장만 2천만 매장이 넘는 것으로 알려진다. 하루에 소비되는 코카콜라 제품만 해도 7억3천만 잔 정도다. 브랜드의 가치는 705억 5,200만 달러(약 80조 원) 정도 된다.
한국 전쟁 때 미군에게 공급하기 위한 미군 코카콜라 공장이 부산에서 소규모로 운영되었으며, 코카콜라가 미군 PX를 통해 시중에 흘러나와 판매되기도 했다.
대한민국에서는 1968년에 두산그룹 산하의 한양식품(주)(1985년 두산식품, 1992년 두산음료로 상호 변경)을 시작으로 우성식품(주), 범양식품(주), 호남식품(주), 서라벌식품(주) 등이 지역별로 코카콜라 완제품 생산 및 판매권을 얻어 사업을 진행했다. 이후 글로벌 코카콜라가 대한민국 지역의 사업을 직영 체제로 전환할 목적으로 1996년 11월, 현지 법인인 한국코카콜라보틀링(주)을 설립하여 두산식품, 우성식품, 호남식품, 서라벌식품 등의 생산 시설 및 판매 시스템을 인수인계하였고, 2007년 10월 1일, LG생활건강에 인수인계되었으며, 2008년 3월 1일, 코카콜라 음료(주)로 상호를 바꿔 운영 중이다.
대한민국 지역에서는 코카콜라 컴퍼니  소유의 '한국 코카-콜라가 음료 원액을 생산하고, LG생활건강 소유의 코카콜라 음료는 생산된 원액을 받아 완제품으로 재가공, 유통, 판매 하는 업무를 맡고 있다.

#### 갤러리

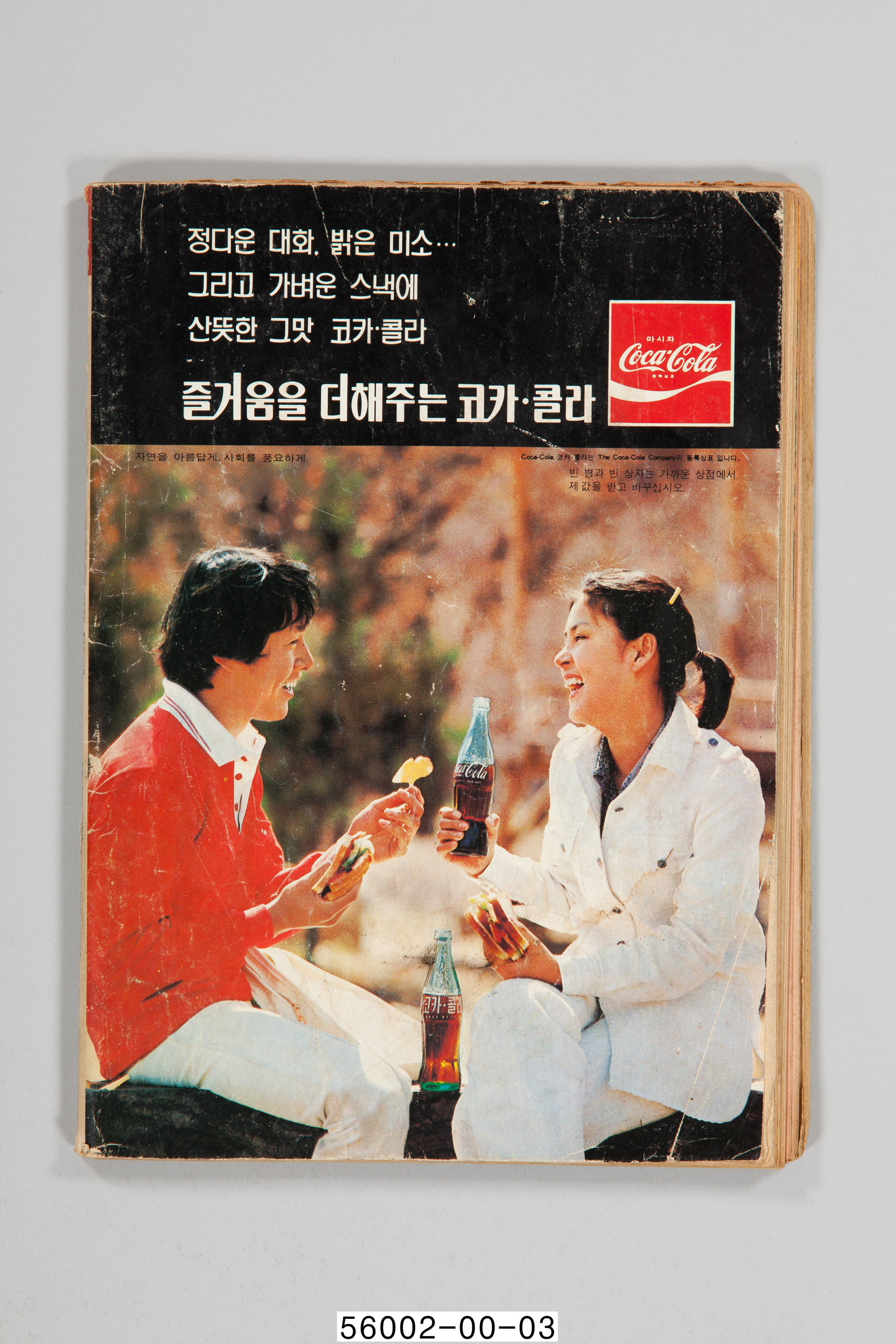
1979년 코카콜라 잡지 광고
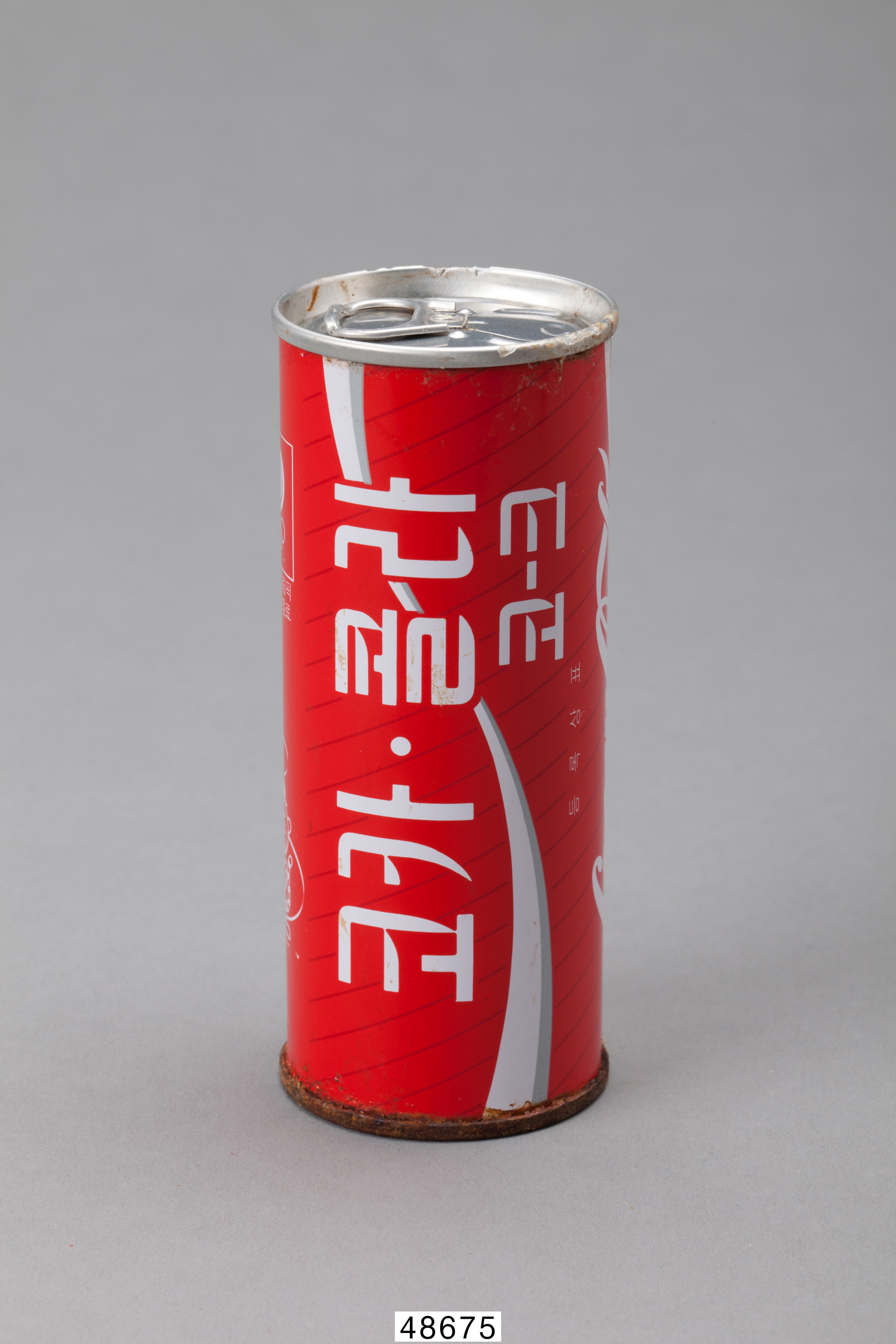
1980년대 코카콜라 캔

## 성공요인

### 특정적인 맛
평범하게 콜라를 구입할 때는 미각을 관장하는 뇌 부위가 활성화되는 반면, 상표를 보고 고르는 경우에는 기억을 관장하는 뇌 부위가 활성화된다는 사실을 알아내고 단순한 맛 외에도 강력한 브랜드가 선택을 유도한다고 분석했다.

### 코즈 마케팅
2011년에 코카콜라 컴퍼니는 세계야생생물보호기금(WWF)와 코카콜라의 마스코트인 북극곰 살리기 캠페인을 실시하였다. 기존의 빨간색 캔이 아닌 하얀색 캔을 제작하였는데, 뚜껑 부분의 코드번호를 입력하여 문자 메시지를 보내면 일정액(1달러)을 기부할 수 있게 된다. 코즈마케팅에 대해 모르던 소비자들도 코카 콜라의 새로운 디자인에 자발적인 기부가 이어졌다. 이를 통해 약 180만 달러를 모금할 수 있었다.

### 바이럴 마케팅
아르헨티나에서 우정의 날을 기념하여 1개의 콜라 가격으로 2개의 코카콜라가 나오는 자판기를 설치하였다. 단, 혼자서는 동전을 넣을 수 없고 2명 이상이 합심하여 동전을 넣어야하는 3.5m의 자판기였다. 이 바이럴 마케팅은 총 7개 국가가 참여하였고 그 중 대한민국도 포함됐다. 이 캠페인으로 9시간만에 800병의 콜라가 판매되었고 이는 이전 판매의 1075%에 해당하는 수치였다.

### 보틀링 정책
코카콜라가 가지고 있는 사업상 강점 중의 하나는 다양한 국가의 현지 시장을 개척함과 동시에 전 세계적인 규모로 코카콜라 사업을 운영하는 능력이다. 코카콜라의 이러한 노력과 핵심이 바로 보틀러 조직이다. 코카콜라사는 원액과 시럽을 생산 판매하고, 이 원액과 시럽은 코카콜라의 완제품을 생산, 판매하는 전 세계의 보틀러 파트너 기업에게 공급 된다. 코카콜라 보틀러란 코카콜라의 여러 완제품을 생산, 유통, 판매할 수 있는 권리를 가진 회사를 일컫는다.
보틀러의 역할을 정해진 현지 시장 내에서, 그리고 제품의 품질과 일관성을 최고로 보장한다는 조건 아래서 코카콜라사의 제품을 생산, 유통, 판매하는 것이다. 또한 보틀러는 토지, 빌딩, 시설물, 트럭, 그리고 각종 제품포장 자료에 필요한 투자를 맡고 있다. 세계 어느 나라에서나 코카콜라 보틀러들은 할당된 지역에서 영업활동을 하고 있으며, 많은 코카콜라 보틀링 공장들이 현지 소유이고 현지인들에 의해서 운영된다. 코카콜라 컴퍼니는 생산, 유통 그리고 마케팅 시스템의 효율성을 극대화하기 위해서 특정 보틀러에 투자를 하는 경우도 있다. 보틀러에게는 이러한 투자가 곧 상자 당 판매량과 순 세입 증가로, 그리고 코카콜라 컴퍼니의 경우, 원액과 시럽 판매 증가로 연결된다. 결과적으로 코카콜라 컴퍼니와 보틀러 협력자들 모두 판매증가, 원활한 현금흐름 그리고 주가 상승과 같은 장기적인 혜택을 보게 되는 것이다. 보틀러 조직 개발은 코카콜라 컴퍼니가 해외시장을 개척하기 시작한 1940년대 후반부터 본격적으로 발전되었으며, 특히 1980년대 이후 급속히 활발해졌다.

## 용량
- 190ml CAN
- 215ml CAN
- 250ml CAN
- 300ml PET
- 330ml 유리병
- 355ml CAN
- 500ml PET
- 1.0L PET
- 1.25L PET (업소용)
- 1.5L PET
- 1.8L PET
- 2.0L PET

## 한국에서의 한정판
- 창경궁 에디션[5]
- 리본 에디션[6]
- 코카콜라 벚꽃 에디션
- 코카콜라 평창 동계 올림픽 에디션
- 코카콜라 카카오프렌즈 패키지 에디션
- 코카콜라 방탄소년단 스페셜 에디션

## 갤러리

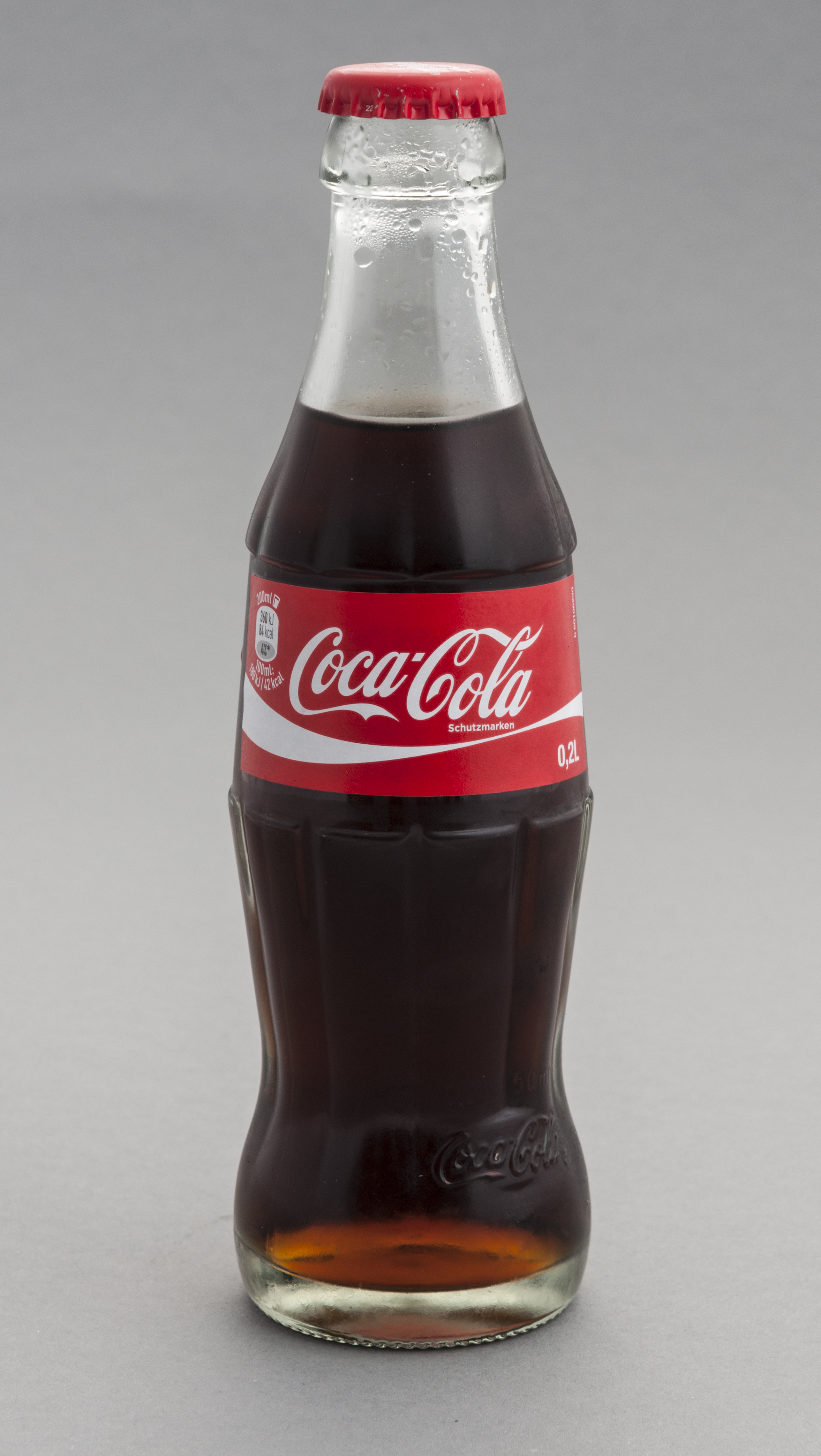
코카콜라 유리병
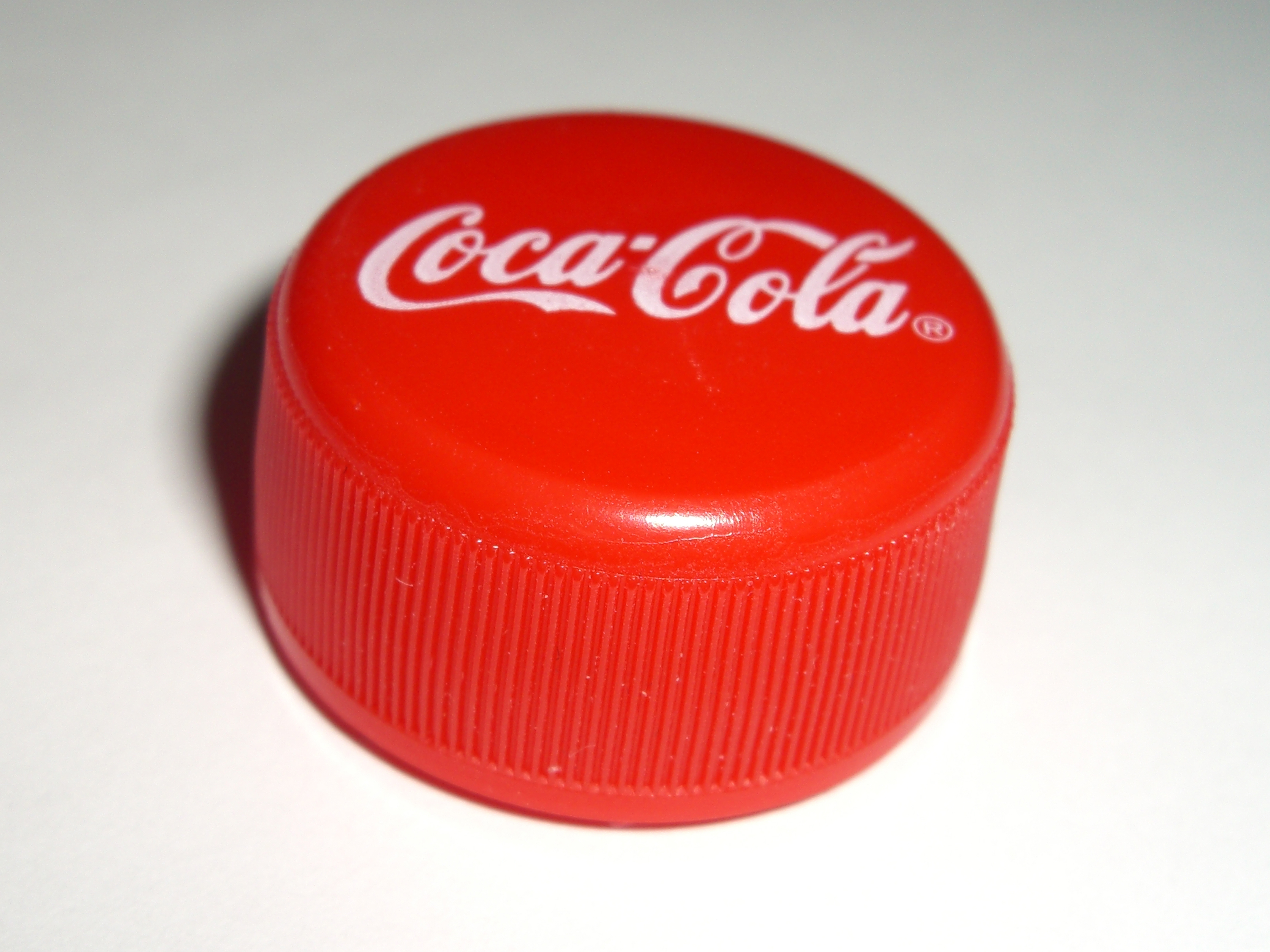
오늘날 코카콜라 플라스틱 병뚜껑
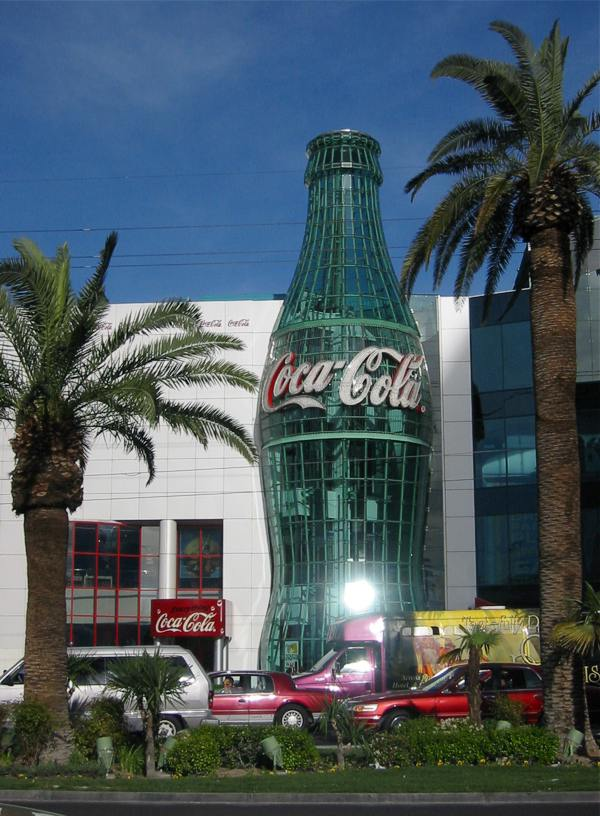
미국의 라스베가스에 위치한 월드 오프 콜라 박물관
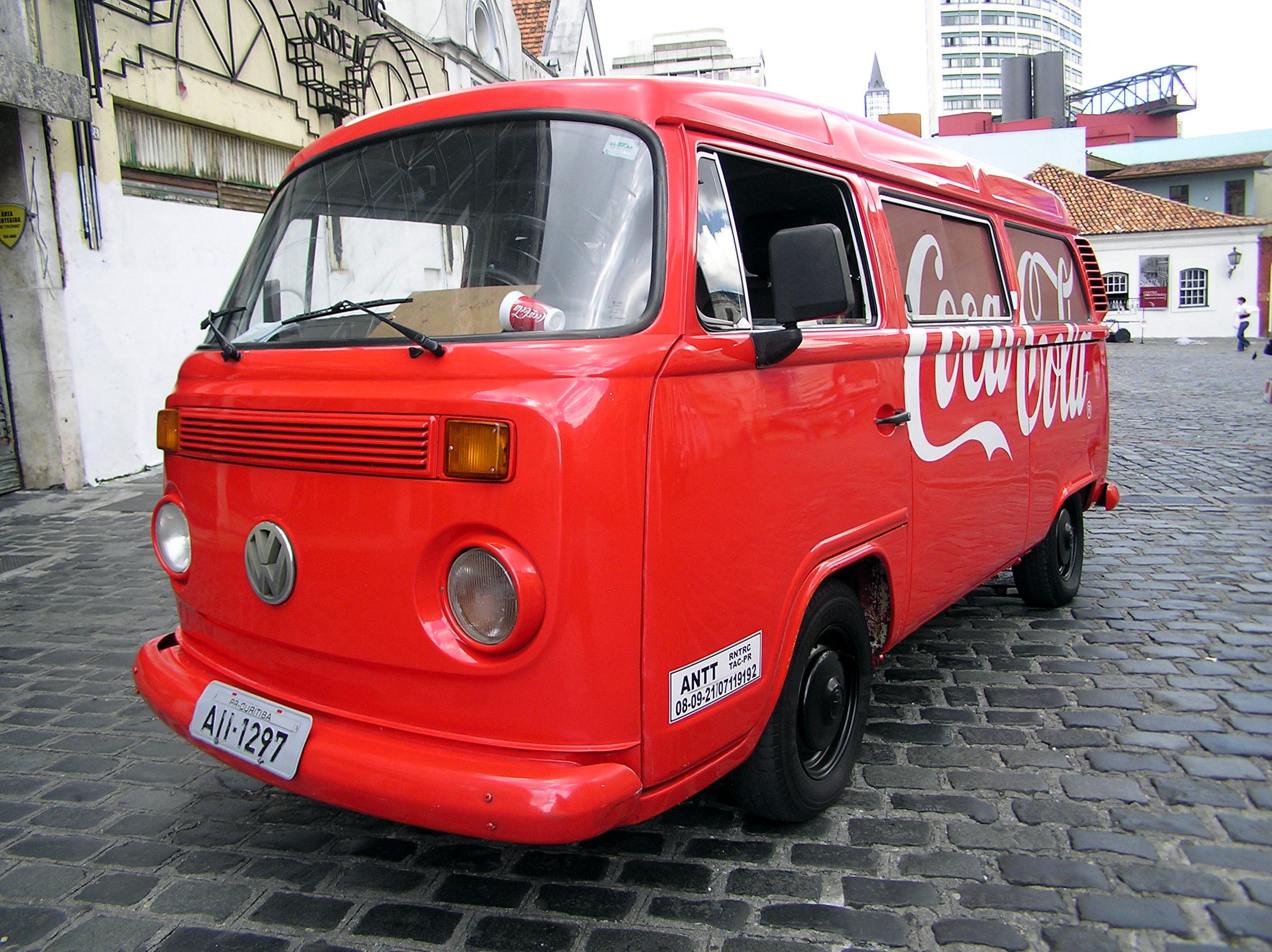
브라질의 코카콜라 차량
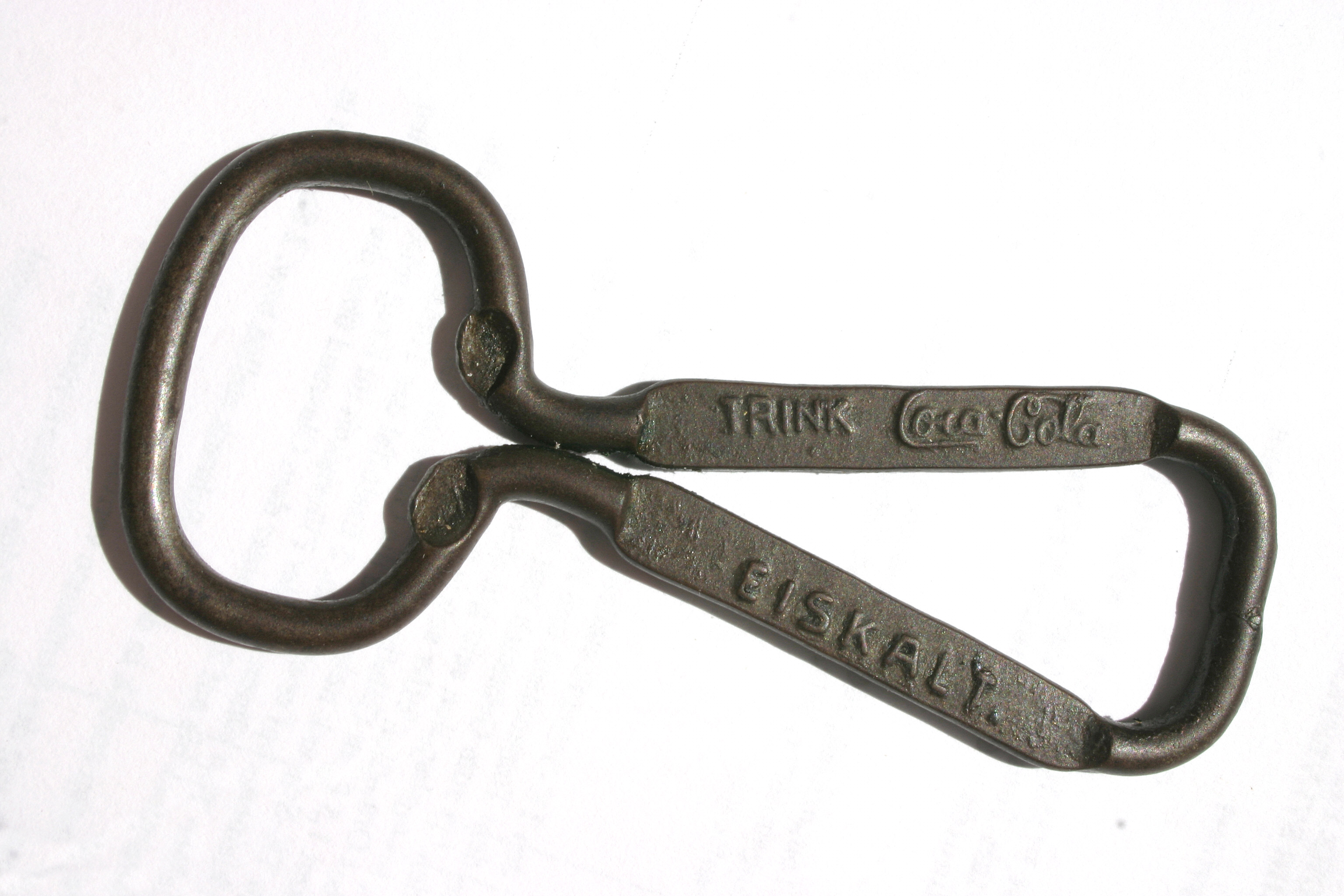
옛날 코카콜라 병따게
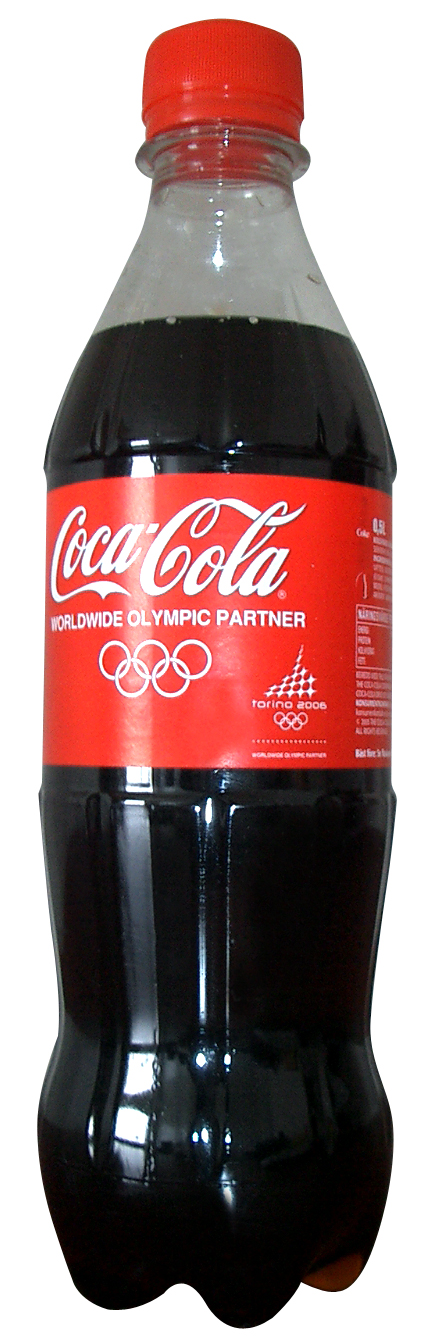
2006년 동계 올림픽 기념에 출시한 코카콜라
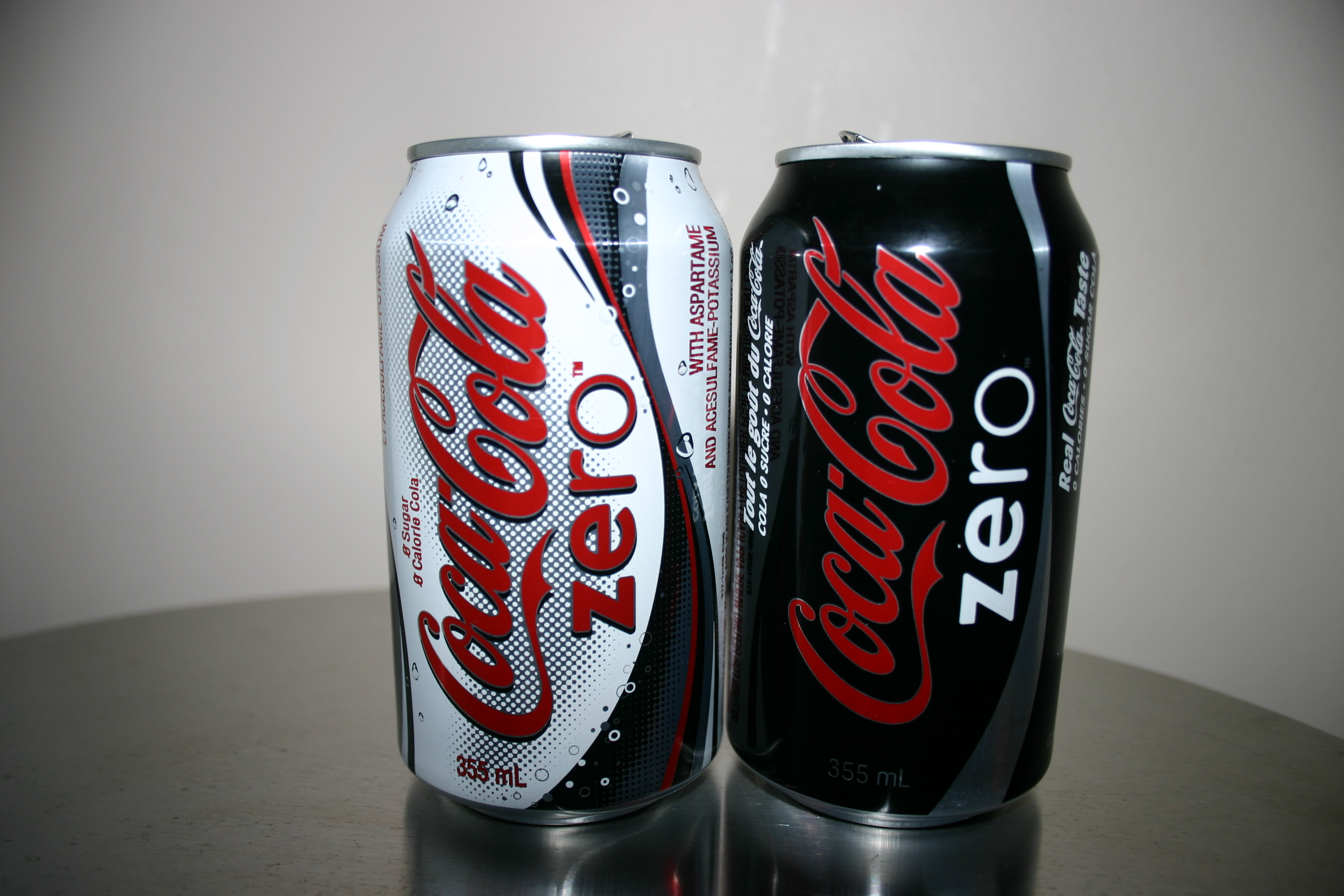
코카콜라 제로
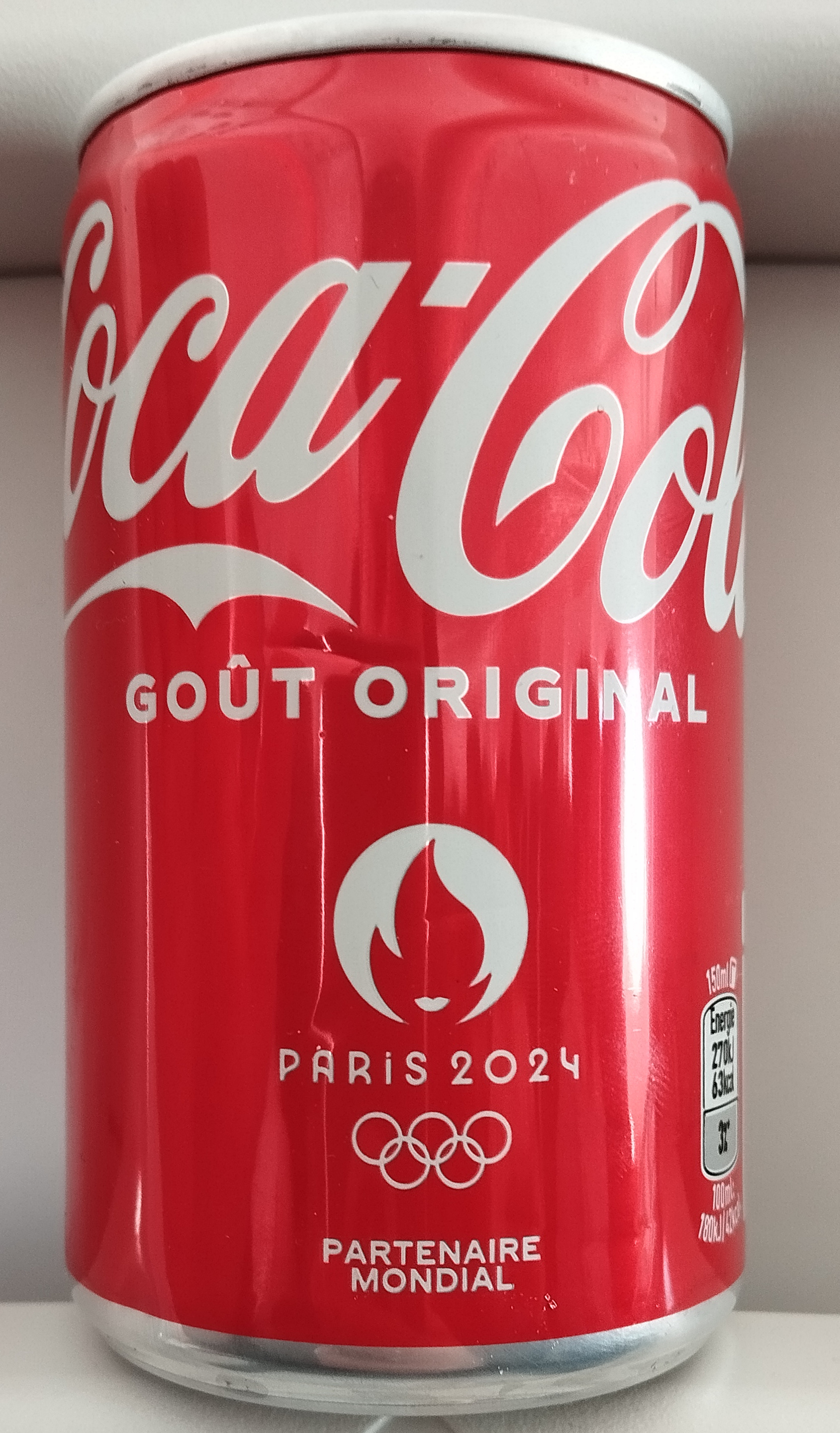
코카콜라 파리올림픽 기념판

## 같이 보기
- 펩시
- 잉카 콜라
- 오픈콜라
- 존 펨버턴
- 815콜라
- 콤비콜라
- RC콜라
- 맥콜
- 해태음료
- 일본 코카콜라
- 코카콜라 음료